# West Coast Offense

La West Coast Offense (WCO) est un style d'attaque de football américain qui met le jeu de passes en avant par rapport au jeu de courses. Il existe deux stratégies offensives distinctes qui sont appelées West Coast Offense. Initialement, le terme réfère au système Air Coryell popularisé par Don Coryell. Cependant, il désigne le plus souvent le deuxième système offensif développé par Bill Walsh avec les 49ers de San Francisco caractérisé par des passes courtes et horizontales qui des coureurs qui permettent d'étirer les défenses et de créer des espaces pour des potentiels jeux de longues courses et de longues passes. Sid Gillman est le pionnier de cette attaque, il l'a transmise à Francis Schmidt, qui a fait de même avec John Roach, qui l'a transmise à Bill Walsh.

## Pour approfondir

### Filmographie
- A Football Life : Bill Walsh, 23 janvier 2015, NFL Network.

### Vidéographie
- (en) [vidéo] Top Ten Things that Changed the Game: West Coast Offense